# Steenhagedis
De steenhagedis (Darevskia saxicola) is een hagedis uit de familie echte hagedissen (Lacertidae).

## Naam en indeling
De wetenschappelijke naam van de soort werd voor het eerst voorgesteld door Eduard Friedrich Eversmann in 1834. Oorspronkelijk werd de naam Lacerta saxicola gebruikt. De hagedis behoorde lange tijd tot de halsbandhagedissen uit het geslacht Lacerta, maar dit wordt beschouwd als verouderd.

## Uiterlijke kenmerken
De steenhagedis bereikt een maximale lichaamslengte tot ongeveer 25 centimeter en hiermee wordt de hagedis vrij groot. Twee derde van de totale lengte bestaat echter uit de relatief lange staart. De kleur is bruin tot bruingroen met op de flanken een vage, donkere en meestal grove nettekening en een witgele buik. De vrouwtjes zijn erg uniform gekleurd en hebben een witte buik. In de paartijd krijgen de mannetjes een meer gele tot oranje keel en buik maar niet een echte kleuromslag zoals veel andere soorten Europese echte hagedissen.

## Levenswijze
Het voedsel bestaat uit allerlei geleedpotigen zoals insecten en spinnen. De steenhagedis was een van de eerste hogere dieren waarbij maagdelijke voortplanting werd beschreven. De Russische bioloog Ilya Darevski heeft hier veel onderzoek naar gedaan. Later werd ook binnen andere soorten die tot de familie echte hagedissen behoren dergelijke waarnemingen gedaan. Onder andere de soorten die zich maagdelijk kunnen voortplanten worden nu tot een apart geslacht gerekend; Darevskia, een eerbetoon aan Darevski. De vrouwtjes zijn eierleggend en zetten vanaf het eind van juni hun eieren af op de bodem. Een legsel bevat twee tot vijf eieren die na ongeveer 55 tot 60 dagen uitkomen.

## Verspreiding en habitat
Deze hagedis komt voor in de zuidelijke kuststrook van de Zwarte Zee en ook in de Kaukasus; Turkije, zuidelijk Rusland en westelijk Georgië. De soort is aangetroffen tot een hoogte van 2200 meter boven zeeniveau maar komt vermoedelijk ook wel hoger voor.
De habitat bestaat uit droge, stenige gebieden met liefst rotsen en enige vegetatie waar prooidieren op af komen. De steenhagedis is een klimmende soort die meestal tegen een rots 'geplakt' zit om te zonnen en snel weg kan schieten bij verstoring. Ook muren, steenhopen en ingestorte gebouwen vormen een prima huisvesting en in de streken waar deze soort van nature voorkomt zijn deze ruimschoots aanwezig.

## Beschermingsstatus
Door de internationale natuurbeschermingsorganisatie IUCN is de beschermingsstatus 'veilig' toegewezen (Least Concern of LC).